# Apatadelpha biocellaria
Apatadelpha biocellaria är en fjärilsart som beskrevs av Walker 1863. Apatadelpha biocellaria ingår i släktet Apatadelpha och familjen mätare. Inga underarter finns listade i Catalogue of Life.